# Santa Lucia Football Club
Maillots
Le Santa Lucia Football Club, plus couramment abrégé en Santa Lucia FC, est un club maltais de football fondé en 1974 et basé dans la ville de Santa Luċija.

## Histoire
Le club est fondé en 1974, il débute en quatrième division maltaise, en 2019 il est promu pour la première fois en première division après avoir remporté le match de barrage contre St. Andrews (4-1).
La première saison en Premier League, le club termine à la 12e place, le match de barrage de relégation étant annulé à cause de la pandémie de Covid-19, Santa Lucia reste en première division.